# كاتي بولاند
كاثرين لينورا «كاتي» بولاند (من مواليد 14 فبراير 1988) ممثلة كندية، بدأت حياتها الفنية بمسلسل Lollo rosso الكندي عام 1995 .

## روابط خارجية
- كاتي بولاند على موقع IMDb (الإنجليزية)
- كاتي بولاند على موقع ألو سيني (الفرنسية)
- كاتي بولاند على موقع أول موفي (الإنجليزية)
- كاتي بولاند على موقع قاعدة بيانات الفيلم (الإنجليزية)
- كاتي بولاند على موقع كينوبويسك (الروسية)